# Artimpaza
Artimpaza is een kevergeslacht uit de familie van de boktorren (Cerambycidae). De wetenschappelijke naam van het geslacht werd voor het eerst geldig gepubliceerd in 1864 door Thomson.

## Soorten
Artimpaza omvat de volgende soorten:
- Artimpaza argenteonotata Pic, 1922
- Artimpaza bicolor Pascoe, 1885
- Artimpaza biplagiata (Gahan, 1906)
- Artimpaza brevilineata Tian & Chen, 2012
- Artimpaza chalcea Holzschuh, 2009
- Artimpaza chewi Holzschuh, 2006
- Artimpaza colorata Gressitt & Rondon, 1970
- Artimpaza curtelineata (Pic, 1922)
- Artimpaza dehra Gardner, 1939
- Artimpaza femorata Pascoe, 1866
- Artimpaza formosa Pascoe, 1885
- Artimpaza fortunata Holzschuh, 2006
- Artimpaza hefferni Holzschuh, 2006
- Artimpaza javanica Fuchs, 1961
- Artimpaza laosensis Gressitt & Rondon, 1970
- Artimpaza lineata (Pic, 1927)
- Artimpaza metallica (Pic, 1918)
- Artimpaza mimetica Holzschuh, 1989
- Artimpaza nayani Holzschuh, 2006
- Artimpaza obscura Gardner, 1926
- Artimpaza odontoceroides Thomson, 1864
- Artimpaza opacicollis Holzschuh, 2006
- Artimpaza paksensis Gressitt & Rondon, 1970
- Artimpaza patruelis Holzschuh, 1989
- Artimpaza perfida Holzschuh, 2007
- Artimpaza philippinica Vives, 2011
- Artimpaza pulchella (Gressitt, 1935)
- Artimpaza pulchra Gressitt & Rondon, 1970
- Artimpaza punctigera Holzschuh, 1982
- Artimpaza quadricolor Gressitt, 1951
- Artimpaza quadrimaculata (Hayashi, 1975)
- Artimpaza sausai Holzschuh, 1995
- Artimpaza setigera (Schwarzer, 1925)
- Artimpaza sobrina Holzschuh, 2006
- Artimpaza subopaca (Pic, 1950)
- Artimpaza vicinia Holzschuh, 2009